# جانيت هوارد
جانيت هوارد (بالإنجليزية: Janette Howard)‏ هي مُدرسة أسترالية، ولدت في 11 يوليو 1944 في Kingsford, New South Wales ‏ في أستراليا.